# Brigitte Nielsen
Brigitte Nielsen (ˈbʁigedə ˈnelsn̩), született Gitte Nielsen néven (Rødovre község, 1963. július 15. –) dán színésznő, modell, énekesnő és valóságshow-szereplő.

## Élete és pályafutása
Pályafutását modellként kezdte, majd a filmipar felé fordult. Szerepelt a Vörös Szonja és a Rocky IV. című 1985-ös filmekben, valamint az 1986-os Kobra című akciófilmben is – utóbbi kettőben Sylvester Stallone oldalán, akivel viharos házassága a bulvársajtó kedvelt témája volt az 1980-as évek közepén. Az 1987-es Beverly Hills-i zsaru 2.-ben Eddie Murphy partnereként tűnt fel, továbbá az olasz Fantaghiro-filmekben is jelentősebb szerepe volt 1992 és 1996 között.
Később B-filmekben és tévésorozatok házigazdájaként szerepelt a médiában, a 2000-es évektől pedig reality műsorokban vállalt szerepléseket. 2012-ben megnyerte a Ich bin ein Star – Holt mich hier raus! című reality-sorozat (a Celeb vagyok, ments ki innen! német változatának) hatodik évadját.

## Filmográfia

### Film
| Év   | Magyar cím                                 | Eredeti cím          | Szerep                   | Magyar hang        |
| ---- | ------------------------------------------ | -------------------- | ------------------------ | ------------------ |
| 1985 | Vörös Szonja                               | Red Sonja            | Vörös Szonja             | Tóth Enikő         |
| 1985 | Vörös Szonja                               | Red Sonja            | Vörös Szonja             | Liptai Claudia     |
| 1985 | Vörös Szonja                               | Red Sonja            | Vörös Szonja             | Major Melinda      |
| 1985 | Rocky IV.                                  | Rocky IV             | Ludmilla Drago           | Hegyi Barbara      |
| 1985 | Rocky IV.                                  | Rocky IV             | Ludmilla Drago           | Orosz Anna         |
| 1986 | Kobra                                      | Cobra                | Ingrid Knudsen           | Nagy-Kálózy Eszter |
| 1986 | Kobra                                      | Cobra                | Ingrid Knudsen           | Kocsis Mariann     |
| 1987 | Beverly Hills-i zsaru 2.                   | Beverly Hills Cop II | Karla Fry                | Bánsági Ildikó     |
| 1987 | Beverly Hills-i zsaru 2.                   | Beverly Hills Cop II | Karla Fry                | Prókai Annamária   |
| 1988 |                                            | Bye Bye Baby         | Lisa                     |                    |
| 1988 |                                            | Domino               | Domino                   |                    |
| 1992 |                                            | 976-Evil II          | Agnes                    |                    |
| 1992 | A dupla nullás kölyök                      | The Double 0 Kid     | Rhonda                   | Kovács Nóra        |
| 1992 | Igazságos küldetés                         | Mission of Justice   | Dr. Rachel K. Larkin     | Menszátor Magdolna |
| 1993 | Megbilincselt forróság                     | Chained Heat II      | Magda Kassar             | Menszátor Magdolna |
| 1995 | Végső bizonyíték                           | Compelling Evidence  | Michelle Stone           | Simorjay Emese     |
| 1995 | A csendes kopó                             | Body Count           | Sybil                    | Menszátor Magdolna |
| 1995 | Határerő                                   | Galaxis              | Ladera                   | Simorjay Emese     |
| 1996 | Snowboard akadémia – Hóból is megárt a sok | Snowboard Academy    | Mimi                     |                    |
| 1998 |                                            | Paparazzi            | Gitte                    |                    |
| 1999 | Hozd a sámlit!                             | She's Too Tall       | Veronica Lamar           | Menszátor Magdolna |
| 2000 |                                            | Hostile Environment  | Minna                    |                    |
| 2000 | A végzet markában                          | Doomsdayer           | Elizabeth Gast           |                    |
| 2008 | A lehúzás                                  | The Hustle           | gazdag hölgy             |                    |
| 2009 |                                            | The Fish             | önmaga                   |                    |
| 2010 |                                            | Big Money Rustlas    | feleség                  |                    |
| 2011 | Ronal, a barbár                            | Ronal the Barbarian  | amazon királynő (hangja) |                    |
| 2012 |                                            | Eldorado             | Angel                    |                    |
| 2013 |                                            | The Key (rövidfilm)  | ismeretlen szerep        |                    |
| 2014 |                                            | Mercenaries          | Ulrika                   |                    |
| 2015 |                                            | Exodus               | anya                     |                    |
| 2018 |                                            | Experience           | Ezilda                   |                    |
| 2018 | Creed II.                                  | Creed 2              | Ludmilla Drago           | orosz nyelven      |

### Televízió
| Év    | Magyar cím                       | Eredeti cím                      | Szerep             | Megjegyzések                                           |
| ----- | -------------------------------- | -------------------------------- | ------------------ | ------------------------------------------------------ |
| 1989  | Holdfény és árnyék               | Murder by Moonlight              | Maggie Bartok      | tévéfilm                                               |
| 1992  | Addington-akció                  | Counterstrike                    | Monica Steile      | 1 epizód                                               |
| 1992  | Fantaghiro, a harcos hercegnő 2. | Fantaghirò 2                     | Fekete Boszorkány  | - tévéfilm - magyar hangja: - Vándor Éva - Orosz Anna  |
| 1993  | Fantaghiro, a harcos hercegnő 3. | Fantaghirò 3                     | Fekete Boszorkány  | - tévéfilm - magyar hangja: - Vándor Éva - Orosz Anna  |
| 1994  | Fantaghiro, a harcos hercegnő 4. | Fantaghirò 4                     | Fekete Boszorkány  | - tévéfilm - magyar hangja: - Vándor Éva - Orosz Anna  |
| 1996  | Fantaghiro, a harcos hercegnő 5. | Fantaghirò 5                     | Fekete Boszorkány  | - tévéfilm - magyar hangja: - Agócs Judit - Vándor Éva |
| 2000  |                                  | Un posto al sole                 | Gitte              | 2 epizód                                               |
| 2007  |                                  | Voyage: Killing Brigitte Nielsen | Brigitte           | tévéfilm                                               |
| 2009  |                                  | Nite Tales: The Series           | Mona               | 1 epizód                                               |
| 2011  |                                  | SOKO 5113                        | Gina Wartenberg    | 1 epizód                                               |
| 2014  | Nevelésből elégséges             | Raising Hope                     | Svetlana           | 1 epizód                                               |
| 2015  |                                  | Portlandia                       | önmaga             | 1 epizód                                               |
| 2015– |                                  | Gitte Talks                      | önmaga (házigazda) | dán talk-show                                          |

## Fordítás
- Ez a szócikk részben vagy egészben  a   Brigitte Nielsen című angol Wikipédia-szócikk fordításán alapul.  Az eredeti cikk szerkesztőit annak laptörténete sorolja fel. Ez a jelzés csupán a megfogalmazás eredetét és a szerzői jogokat jelzi, nem szolgál a cikkben szereplő információk forrásmegjelöléseként.